# وایسنبرگ، انتاریو
وایسنبرگ (به انگلیسی: Weissenburg) یک منطقهٔ مسکونی در کانادا است که در وولویچ، انتاریو واقع شده‌است.